# Satoru Kosaki
Satoru Kōsaki (神前 暁, Kōsaki Satoru, nascido em 16 de setembro de 1974) é um compositor e arranjador japonês. Ele é mais conhecido por seu trabalho em trilhas sonoras de animes, como Lucky Star; Suzumiya Haruhi no Yūutsu; Beastars e The Apothecary Diaries. Ele trabalhou na Namco, onde compôs trilhas para jogos eletrônicos. Desde 2005, está afiliado à produtora musical Monaca, de Keiichi Okabe, onde colabora para produzir trilhas sonoras para animes e outras mídias.

## Biografia

### Primeiros anos
Kōsaki nasceu em 16 de setembro de 1974, em Toyonaka, Osaka, Japão. Ele começou a tocar piano e Electone aos três anos de idade. Seus pais também tocavam violão clássico e frequentemente tocavam músicas de violonistas clássicos em casa. Embora ele tenha parado de tocar piano, tocou trompete na banda de metais de sua escola. Ele ouviu artistas de fusão como Casiopea e T-Square, bem como artistas pop como Hikaru Genji, e desenvolveu um interesse em música de videogame através da Mycom BASIC Magazine, onde começou a programar música em um PC-9801.
Como estudante de engenharia da informação na Universidade de Kyoto, ele desenvolveu um interesse em compor música como membro do círculo amador "Yoshida Music Factory" (吉田音楽製作所, Yoshida Ongaku Seisakusho), ao qual decidiu ingressar em vez do clube de metais da universidade. Ele comprou um Roland JV-1000 para usar em composição, usando um gravador multipista de 4 pistas. O círculo criou músicas em uma grande variedade de gêneros, então ele ouviu vários álbuns em busca de inspiração. O diretor Yutaka Yamamoto, que também estava na mesma universidade, pediu a Kōsaki para compor a trilha sonora de seu filme Onnen Sentai Ressentiment, além de interpretar o papel do Imperador Komuro. Como ele não teve nenhuma educação musical formal, seu processo de criação musical envolveu ouvir músicas existentes e imitar estilos, mas percebeu que essa abordagem seria arriscada devido à falta de um profundo conhecimento de cada gênero.

### Namco (1999 - 2005)
Após sua graduação em 1999, ele se candidatou à Namco e enviou uma fita demo contendo faixas que ele compôs enquanto estava na universidade, pois admirava a música do compositor da Namco, Nobuyoshi Sano, e queria trabalhar com ele. Após receber uma oferta, ele se juntou à empresa, onde seu primeiro trabalho foi compor música para o jogo de arcade Aqua Rush. Ele usou o Microsoft Excel para compor e programar a música, o que não achou difícil devido às suas experiências anteriores em programação musical.
Kōsaki passou a compor faixas para séries de videogame, incluindo Tekken e Kotoba no Puzzle: Mojipittan, além de trabalhar como trompetista interno para vários jogos. Kotoba no Puzzle: Mojipittan apresenta música inspirada no Shibuya-kei, com influências das primeiras músicas dos jogos da Namco e do synthpop dos anos 80. Seu objetivo era escrever melodias cativantes, o que era um processo de tentativa e erro. Sua música tema é "Futari no Mojipittan", que conta com os vocais da dubladora de Moji-kun, Nana Furuhara. Para seu trabalho nos jogos Tekken, ele criou músicas em gêneros como techno e breakbeat; ele não considerava esses gêneros como sua área de especialização, mas tentou o seu melhor para manter uma qualidade igual à de outros compositores envolvidos.
Durante seu tempo na Namco, ele também foi membro do círculo doujin da Nanosounds do compositor da Namco Hiroshi Okubo, onde contribuiu com faixas originais para vários álbuns. Ele também participou de competições de J-pop, mas não teve sucesso em todas elas. Ainda em contato com o diretor Yamamoto, ele também compôs a trilha sonora do OVA Munto 2: Beyond the Walls of Time de 2005, usando o pseudônimo Shinji Ikeda, pois ainda estava empregado na Namco na época. Citando o desejo de compor uma maior variedade de música sem restrições, ele deixou a empresa no final do ano para se juntar à Monaca, um grupo de produção fundado no ano anterior por seu ex-colega Keiichi Okabe, que havia deixado a Namco em 2001 por razões semelhantes.

### Monaca (2005 - presente)
O primeiro grande projeto de Kōsaki com a Monaca foi a trilha sonora da série de anime de 2006 Suzumiya Haruhi no Yūutsu. O diretor de produção da série Yamamoto recomendou Kōsaki como compositor do anime, que achou difícil se envolver em um projeto de tão grande escala fora da Namco, servindo como outro motivo para deixar a empresa para se juntar à Monaca. Um álbum contendo três de suas composições ("God Knows...", "Lost my music" e "Koi no Mikuru Densetsu") para o anime vendeu mais de 136.000 cópias no Japão e alcançou a posição #5 na parada semanal de singles da Oricon. "God Knows..." em particular recebeu muitos elogios, embora Kōsaki tenha achado desafiador compor devido à pouca experiência com gravação de banda e tocar guitarra, então ele estudou rock. Embora ele frequentemente incorporasse músicos ao vivo em seus trabalhos anteriores na Namco, esta foi a primeira vez que ele compôs uma faixa totalmente tocada por uma banda.
Em 2007, ele compôs a trilha sonora para a série de anime Lucky Star ; o tema de abertura da série "Motteke! Sailor Fuku" alcançou a posição #2 na parada após o lançamento. Também ganharia o prêmio Radio Kansai de 2007, um subconjunto do prêmio Animation Kobe Theme Song Award. Ele achou a carga de trabalho esmagadora, pois antes de ingressar no Monaca, não estava acostumado a compor um grande número de faixas sob restrições de tempo.
Em 2008, fez um novo arranjo para a música "Butter-Fly", originalmente de Kōji Wada, para o álbum ENSON do cantor Masaaki Endoh.
Ele foi o principal compositor de Bakemonogatari em 2009, compondo todas as músicas de fundo e a maioria das canções. A música "Renai Circulation" traz letras de Meg Rock e vocais de Kana Hanazawa como a personagem Nadeko Sengoku. Kōsaki achou que seria interessante apresentar Hanazawa fazendo rap, inspirado pelo grupo de Shibuya-kei Kaseki Cider. A música recebeu aclamação em particular e inspirou uma onda de covers e mash-ups no Niconico durante a década de 2010. Mais tarde, ele encontrou mais popularidade no TikTok no final da década de 2010, o que intrigou Kōsaki, pois muitas pessoas que o ouviram não sabiam sobre ele na época do lançamento.
Em dezembro de 2010, ele anunciou um hiato indefinido de seu trabalho devido a problemas de saúde. Ele iniciou um segundo hiato relacionado à doença em fevereiro de 2014 e voltou ao trabalho em janeiro de 2015. Durante esse período, ele retomou a teoria musical, pois antes se sentia inseguro por não ter tido educação musical formal.
Em 2019, ele trabalhou no anime Beastars, que apresenta música de inspiração cigana. Em 2020, um álbum de compilação intitulado Satoru Kosaki 20th Anniversary Selected Works "DAWN" foi lançado para comemorar 20 anos como compositor. Inclui uma seleção de suas canções de maior sucesso, enquanto o lançamento da edição limitada também inclui uma seleção de músicas instrumentais de anime. Em 2021, ele compôs para o anime Vivy: Fluorite Eye's Song; no ano seguinte, o anime ganhou o prêmio de Melhor Anime Musical no 8º Prêmio Anual de Tendências de Anime da AniTrendz. Ele pretendia compor canções poderosas que correspondessem à história e às imagens, e ficou feliz em ver seu trabalho receber tantos elogios.